# ClariS
ClariS（クラリス）は、日本の音楽ユニット。所属レーベルはSACRA MUSIC、所属事務所はランタイムミュージックエンタテインメント。

## 概要
当初はクララとアリスの二人で編成されていた音楽ユニット。メジャーデビュー前は、ニコニコ動画で「アリス☆クララ」というユニット名で活動しており、当時は中学生だった。
2010年10月20日、テレビアニメ『俺の妹がこんなに可愛いわけがない』のオープニングテーマ曲『irony』でメジャーデビュー。デビュー後のユニット名「ClariS」はクララとアリスの名前を組み合わせたもので、ラテン語で「明るい・清潔・輝かしい」などの意味がある。またアニメ映画『ルパン三世 カリオストロの城』に登場するヒロインのクラリスも由来している。
本名・生年月日などは非公開。「学業優先」を理由に、素顔をメディアで公開していなかった。ジャケットや公式ウェブサイトなどには、redjuice、織田広之、蒼樹うめ、渡辺明夫による二人をイメージしたイラストや、チョコレートや飴、炭酸水などお菓子のモチーフが使用された。
2014年6月にアリスが卒業し、同年11月に新メンバーのカレンが加わったことで、クララとカレンの二人で編成されるユニットとなった。カレン加入以降、高野音彦がイラストを担当することが多い。
2017年9月16日の公演にて初めて素顔を披露。以降のライブでは素顔でパフォーマンスをすることになった。
デビュー10周年を迎えた2020年10月20日、初の配信ライブにてメディアに向けて素顔を公開し、新たなスタートを切った。
2024年11月10日、「ClariS Autumn Tour 2024 ~Via Fortuna~」をもってカレンが卒業を迎えた。
2025年1月25日、「リスアニ！LIVE 2025」にて新メンバーのエリーとアンナを迎えることが発表され、3人組ユニットとしてClariS第3章の活動が本格的にスタートした。

## 歴史
クララとアリスは同じ音楽スクールのクラスメイトであり、先にクララが入学、後にアリスが入学して出会っている。自宅に帰る方向が同じだったため、すぐに仲良くなったという。
後に加入するカレンもクララと同じ音楽スクールに通っており、小学生時に一緒にバンドを組んでいた。

### 2009年 - 2010年
- ニコニコ動画で2009年10月10日から同人音楽ユニット「アリス☆クララ」として活動していた。活動時は中学1年生で、主にボーカロイド曲やアニメソングの「歌ってみた（カバー）」を同サイトにアップロードしていた。
  - きっかけは、二人で楽しく歌うこと[11]だが、クララは「一人でやる勇気がなかったので、アリスを誘った」とも話している[21]。
  - クララ「もし聞いてくれる人がいれば嬉しいな」アリス「クララと一緒に歌った曲を他の方にも聞いて頂けているだけで、本当にうれしかった」[11]という思いで活動していた。
- その中で、アニメソングを扱う音楽雑誌『リスアニ!』の副編集長（当時）の西原史顕、音楽評論家の冨田明宏らの目に留まり、創刊記念企画である新人発掘プロジェクトに抜擢[22]。
  - livetuneのkzがプロデュースしたオリジナルソング『DROP』『君の夢を見よう』が同誌の付録CDとなった[1][9][10]ことで一気に注目されるようになる。
- その後、テレビアニメ『俺の妹がこんなに可愛いわけがない』のプロデューサー岩上敦宏の目に留まり、同アニメのOP『irony』で『ClariS』として2010年10月20日にメジャーデビューした。
  - 岩上は「劇中のヒロインである妹＝桐乃が女子中学生であり、アリス☆クララも現役の女子中学生だったことにピン！ときた」[23]との理由により、ClariSを抜擢したと語る。
  - 同アニメは放送前から注目度が高いアニメであったが、現役中学生の新人を主題歌に起用するのは異例のこととして報じられた[8]。
  - 10月5日付の「アニメロ★うた」（ドワンゴ）でウィークリーランキング1位、「超!アニメロ」1位、10月21日付のオリコンデイリーチャート5位[24]、11月1日付のオリコン週間チャート7位[6]を獲得している。
  - クララ・アリス共にメジャーデビューしたことは家族以外には話していない[12]。

### 2011年
- 2月2日 テレビアニメ『魔法少女まどか☆マギカ』のOPでもある2ndシングル『コネクト』が発売された[25]。同アニメの社会現象化と共にClariSの名も瞬く間に余人の知るところとなり、平成を代表するアニソンとなった[26]。
- 5月5日 Twitterのフォロワーが10,000を達成した[27]。
- 8月10日 ZONEのトリビュートアルバム『ZONEトリビュート〜君がくれたもの〜』にて「true blue」をカバーした[28]。
- 9月14日 3rdシングル『nexus』が発売された[25]。小説「俺の妹がこんなに可愛いわけがない」第9巻の主題歌である。これに合わせ、同巻にはClariSがキャラクターとして登場している。

### 2012年
- 1月 『irony』で描かれたかんざきひろのイラストをベースにねんどろいどぷちが製作され、『ねんどろいどぷち ClariSセット irony Ver.』として発売された。商品は塗装済の稼働可能なフィギュアで、CDの上に飾れる専用台座も付属している[29]。
- 2月1日 4thシングル『ナイショの話』が発売された[30]。テレビアニメ『偽物語』EDである。
  - 2月3日 オリコンデイリーシングルランキングで1位を獲得した[31]。
- 3月15日 ClariSの二人が中学校を卒業する[注 1]ことをスタッフがTwitterで発表し、二人もコメントしている[32][33]。
- 4月11日 初のアルバムになる『BIRTHDAY』が発売された。クララとアリスが中学校を卒業するため“卒業”がテーマの楽曲が多く収録されている。
  - 初回生産限定盤には、ねんどろいどぷち「ClariS コネクトver」と特別8cmCDが付属した[34]。
  - 発売を記念して、3月24日から4月22日に「グッドスマイル＆カラオケの鉄人カフェ」にてコラボカフェがオープンした[35]。
- 8月15日 5thシングル『Wake Up』が発売された[36]。テレビアニメ『もやしもん リターンズ』OPである。
  - 高校生となったClariSの初の楽曲でもある[25]。
- 10月10日 6thシングル『ルミナス』が発売された[25]。映画『劇場版 魔法少女まどか☆マギカ 前編 始まりの物語・後編 永遠の物語』の主題歌である。

### 2013年
- 4月17日 7thシングル『reunion』が発売された[25]。テレビアニメ『俺の妹がこんなに可愛いわけがない』2期OPである。
- 5月31日 2ndアルバム『SECOND STORY』が発売された[37]。
  - 完全生産限定盤にはペーペートイ「グラフィグClariS（reunion ver.）」が付属した。
  - 発売を記念して、ClariSの出身地の札幌にて「ClariS号」なる痛タクシーが制作、営業された[38]。また、「ufotable Cafe」にてコラボカフェ「ClariS Cafe」「ClariS DINING」がオープンした[39]。
- 6月13日 公式フェイスブックが開設された[40]。
- 8月1日 公式ファンクラブ『ClariS room』が開設された[41]。
- 10月30日 8thシングル『カラフル』が発売された[25]。映画『劇場版 魔法少女まどか☆マギカ 新編 叛逆の物語』の主題歌である。
  - C/Wの『Surely』は「パチンコCR化物語」の大当たり時の曲である[42]。

### 2014年
- 1月5日 初のイベントとなる ClariS presents「2014 New Year's Festival 〜始まりの予感…」が開催され、クララとアリスは紗幕越しのシルエットでその姿を現した[43]。
- 1月29日 9thシングル『CLICK』が発売された[44]。テレビアニメ『ニセコイ』OP(前期)である。
- 3月26日 テレビアニメ『ニセコイ』BD&DVD第1巻が発売され、特典オーディオコメンタリーにクララが参加した[45]。
- 4月16日 10thシングル『STEP』が発売されたが[46]、これがアリスが参加する最後のシングルとなった[47]。『ニセコイ』OP(後期)である。
- 5月26日 同年6月4日に発売される3rdアルバム『PARTY TIME』をもってアリスが卒業することが発表された[48]。
- 6月4日 3rdアルバム『PARTY TIME』が発売された[49]。
  - 完全生産限定盤には、ねんどろいどぷちの「ClariS reunion ver.」が付属した。
  - 発売を記念して、6月2日に六本木・ニコファーレにてイベント「“PARTY TIME”前夜祭」が開催された[50]。登壇したDJ和が『PARTY TIME』の全曲MIXを行い、発売に先駆けて全曲を試聴することができた[51]。
- 8月8日 『リスアニ！ vol.18』にて“新生”ClariSの始動が発表された[52]。
- 11月8日 『リスアニ！ vol.19』にて新曲『Clear Sky』と新メンバー“カレン”の加入が発表された[53]。

### 2015年
- 1月7日 新生ClariS初のシングルとなる『border』が発売された[25]。テレビアニメ『憑物語』の主題歌である。
- 1月25日 「リスアニ！LIVE-5」にシークレットアーティストとして登場、カレンのお披露目であった[54]。
- 4月15日 初のベストアルバム『ClariS 〜SINGLE BEST 1st〜』が発売された[25]。
  - 記念して特設サイトが開かれ、“ClariS検定”が実施された[55]。
  - CDの同梱に歴代のClariSのねんどろいどぷちのクリアカラーverが付属した。
  - シングル、アルバムの累計販売枚数が100万枚を越えたことも発表された[56]。
- 7月29日 12thシングル『アネモネ』が発売された[57]。テレビアニメ『Classroom☆Crisis』EDである。
  - Twitter上では“アネモネロケットキャンペーン”が開催された[58]。
- 7月31日 初のライブとなる「ClariS 1st Live 〜扉の先へ〜」がZepp Tokyoで開催された。舞台に紗幕が降り、顔をベールで半分覆うスタイルでパフォーマンスを行った[59]。
- 11月25日 13thシングル『Prism』が発売された。デビュー5周年を迎えたClariSと生誕40周年のリトルツインスターズのダブルアニバーサリーコラボCDとなった[60]。

### 2016年
- 3月2日 初ミニアルバム『SPRING TRACKS -春のうた-』が発売された。
  - アルバムのコンセプトとして春の曲である「さよならメモリーズ」「sakura」「明日、春が来たら」「赤いスイートピー」をカバーした[61]。
  - オリジナル曲『ひらひら ひらら』の美麗なMVが反響を呼んだ[62]。
- 3月6日から20日にかけて、1stライブツアー「ClariS 1st Tour 〜夢の1ページ…〜」が開催された[63]。
- 7月27日 14thシングル『Gravity』が発売された[64]。テレビアニメ『クオリディア・コード』EDである。
- 9月14日 15thシングル『clever』が発売された[65]。ClariSとGARNiDELiAのコラボ楽曲となっている[66]。
- 9月15日 公式LINEアカウントが開設された[67]。
- 9月17日 - 18日 初ホールコンサート「ClariS1st HALL CONCERT in パシフィコ横浜国立大ホール 〜星に願いを… 月に祈りを…〜」が開催された[68]。
  - この公演から舞台の紗幕を下ろし、仮面を付けて登場した[69]。
  - “魔王ヒドラ”と戦うなど[70]、ClariSの後のライブスタイルを決定付けたライブであった。
- 11月30日 16thシングル『again』が発売された[71]。
  - C/Wには『コネクト』をクララカレンverとして新録した“-2017-”verが収録された。
- 12月10日 ニコニコ生放送にて「ClariS 初の武道館公演まで、あと2カ月！スペシャル生放送！」が放送された[72]。

### 2017年
- 1月25日 カレン加入後初となる4thアルバム『Fairy Castle』が発売された[73]。
  - 完全生産限定盤にはClariS歴代のイラストとタイアップアニメが描かれたアニメグラフが付属した[74]。
  - 1月24日から2月6日の間に、アルバム発売を記念して渋谷カフェ「マンドゥーカ」にてコラボカフェがオープンした[75]。
- 2月10日 初の武道館ライブとなる「ClariS 1st 武道館コンサート 〜2つの仮面と失われた太陽〜」が開催された[76]。
  - ライブの模様はClariSの初映像作品としてBlu-ray/DVDに収録され、7月12日に発売された[77]。
- 4月 SACRA MUSICにレーベルを移籍した[3]。
- 4月26日 17thシングル『ヒトリゴト』を発売した[78]。テレビアニメ『エロマンガ先生』OPである。
  - MVにはClariSが紗幕越しのシルエットにて出演し、話題を集めた[79]。
- 5月27日 - 28日 「MUSIC THEATER 2017」に参加した[80]。 
  - （余談ではあるが、このフェスのシークレットゲスト西川貴教が“ClariS”を名乗り登場し、会場を沸かせた。ClariSでのイメージカラーはパステルオレンジ。モチーフは風とのこと[81]。）
- 8月25日 「Animelo Summer Live 2017 THE CARD」に出演した[82]。
- 9月1日 初の写真集『illusion 〜ひかりに包まれて〜』が発売された。北海道の各地にて仮面を付けたままの彼女達が撮影された[83]。
- 9月13日 18thシングル『SHIORI』が発売された[84]。テレビアニメ『終物語』の主題歌である。
- 9月16日 「ClariS 2nd HALL CONCERT in パシフィコ横浜国立大ホール 〜さよならの先へ...はじまりのメロディ〜」が開催された。この公演で長らくベールに包まれていたその素顔を明らかにした[85]。
  - 理由について、クララは「今年の武道館公演で仮面を外すシーンがあったんですけど、そのときに仮面を外してみなさんにお会いしたい、いっしょの時間をすごしたいなと思う気持ちがすごく強くなりました」[85]「ただ気持ち的には、ずっーと心に靄がかかっているような感覚だったんですよ。本当はもっと早く皆さんと素顔で向き合いたかったから。仮面をつけていても直接ファンの皆さんと向き合っていることには変わりないのですが、自分の気持ち的には『まだ一線を引いてしまっている』ということを心のどこかで意識してしまっていた気がするんです。素顔を見せていないことの、後ろめたさというか......。」[86]と語る。
  - カレンは「私たちはファンの皆さんのことをファミリーのような存在だと思っていて、それなのに仮面をしているということは“家族に隠しごとをしている”ような感じというか......。」「表情を隠していたら、伝えたいことの半分も伝わってないような気がして、」[86]「今回のタイトルに〈はじまりのメロディ〉とあるように、またここからが新しいスタートだと思って、もっともっとみなさんの近くで歌を届けていきたいと思っています！」[85] と語る。
  - この公演を境に“season 01”が終わりを迎え、新たに“season 02”が始まることが発表された[87]。
- 9月17日 初のファンクラブイベントが横浜市の関内ホールにて開催され、前日のライブで素顔を現したClariSとファンが改めて向き合う貴重な瞬間となった。
- 11月12日 テレビアニメ『エロマンガ先生』の公式イベント『エロマンガFes』に登場した[88]。
- 11月24日 - 26日 シンガポールで開催された「C3AFA Singapore 2017」に出演した。初の海外公演であった[89]。

### 2018年
- 2月28日 19thシングル『PRIMALove』が発売された。テレビアニメ『BEATLESS』EDである。
  - 3年ぶりにkzとタッグを組み、カップリング曲含めた3曲全てが彼のプロデュースによるものであった[90]。
- 3月29日 - 30日 「ClariS 3rd HALL CONCERT in 舞浜アンフィシアター ♪over the rainbow 〜虹の彼方に〜♬」が開催された[91]。
- 4月29日 - 5月3日 「ClariS 2nd Zepp Tour in 東名阪 〜Best of ClariS〜」が開催された[92]。
- 8月15日 20thシングルとなる『CheerS』が発売された。テレビアニメ『はたらく細胞』EDである。
  - MVでは今までのシルエットでの登場ではなく、仮面を付け直接出演した[93]。
- 10月20日 8年前に1stシングル『irony』が発売され、8thアニバーサリーを迎えたこの日に昭和女子大学人見記念講堂にて2回目のファンクラブイベントが開催された[94]。
- 11月18日 テレビアニメ『はたらく細胞』の公式イベント『はたらく祭典』に登場した[95]。
- 11月21日 5thアルバム『Fairy Party』が発売された[96]。
  - 完全生産限定盤にはオリジナルアクリルスタンドが付属した。
  - 初の試みとしてクララのソロ曲『Last Squall」、カレンのソロ曲『陽だまり」、インストのみの『Overture」『Time Tunnnel』が収録されている[97]。

### 2019年
- 1月 北米にてアナログレコード盤『ClariS 〜Single Best 1st〜 Vinyl Edition』が発売された[98]。ベストアルバム『ClariS 〜SINGLE BEST 1st〜』をアナログレコード化した商品であり、スペシャルボーナストラックとして『アネモネ』『ひらひら ひらら』が追加収録された[99]。
  - 3月1日 日本においても数量限定で発売された。
- 3月2日からホールツアー「ClariS 1st HALL CONCERT TOUR〜Fairy Party〜」が開催された。最後の中野公演では（当時）CD未収録の新曲『仮面ジュブナイル』が初披露された[100]。
- 5月18日 - 19日 「SACRA MUSIC FES.2019 -NEW GENERATION-」に出演した。声優ユニットのTrySailとコラボを果たし、1日目には『コネクト』を、2日目にはTrySailの『かかわり』を共に歌った[101]。
- 8月14日 2枚目となるオリジナルミニアルバム『SUMMER TRACKS -夏のうた-』が発売された[102]。
  - 発売を記念してWEBラジオ「Summer Delay Radio」が配信された[102]。
  - アルバムオリジナル曲である『Summer Delay』について、MVの製作が進んでいると同ラジオにてアナウンスされたが、2025年現在いまだ公開されていない。
  - 同時に、スマートフォン向けRPG「マギアレコード 魔法少女まどか☆マギカ外伝」のメインストーリー第2部のイメージソング『シグナル』が先行配信された[103]。
- 9月1日 さいたまスーパーアリーナで開催された「Animelo Summer Live 2019 -STORY-」に出演した[102]。
- 9月8日 「Magia Day 2019」にシークレットゲストとして出演し、2020年1月に放送されるテレビアニメ『マギアレコード 魔法少女まどか☆マギカ外伝』のED曲を担当することが発表された[104]。
- 9月28日 - 10月12日 ライブツアー「ClariS LIVE Tour 2019 〜libero〜」が開催された[102]。
  - 28日は仙台PITで開催し、初の東北地方でのライブとなった。
  - 10月13日に有楽町よみうりホールにて3回目のファンクラブイベントが開催されることも発表された。
  - しかし、10月に発生した令和元年東日本台風（台風19号）の影響で12日のZepp Tokyoでの千秋楽公演と13日のファンクラブイベントが延期となってしまった。前者は10月22日に、後者は20日に「江戸川区総合文化センター」への会場変更による開催となった[102]。

### 2020年
- 1月2日 フジテレビ「オダイバ!! 超次元音楽祭」に地上波初出演した[102]。
- 2月9日 「リスアニ！LIVE 2020 SUNDAY STAGE」に出演し、初めてトークパートにも出演した[102]。
- 3月4日 21stシングル『アリシア/シグナル』が発売された[102]。テレビアニメ『マギアレコード 魔法少女まどか☆マギカ外伝』EDである。
  - 初回生産限定盤には初のボイスドラマ「ClariS 10th year StartinG 仮面の塔 - #1 エンカウンター (出会い) -」が収録された[105]。
- 3月8日 NHK BSプレミアム「アニソン！プレミアム！」に出演した[102]。
- 4月3日から「ClariS Live Tour 2020 〜ROCK! LINK! BEAT!〜」が開催される予定であった。しかし、COVID-19流行の影響により延期となり、同年11月27日に全公演が中止になることが発表された[103]。
- 7月4日 - 5日 「Aniplex Online Fest」の「Songs and Messages from Artists Vol.1」に出演した[102]。
- 8月26日 ボイスドラマ「ClariS 10th year StartinG 仮面の塔 -#2 パスト (いきさつ) -」の配信が始まった[106]。
- 9月10日 デビュー10周年を記念して初のライブ写真集であるClariS 10th Anniversary 1st Live Photo Book『-Starting-』が発売された[107]。
- 10月20日はClariS誕生10周年の記念日であり、それを記念して配信ライブ「ClariS 10th Anniversary Precious LIVE 〜Gift〜」が行われた[108]。
  - このライブにて完全に仮面を外し、曲を披露[17]。特別な今日、みんなと素顔のままで逢うことが出来た。
  - その素顔はメディアにも公開された[17]。
- 10月21日 デビュー10周年を記念してベストアルバム2作品がリリースされた。クララをモチーフにした『ClariS 10th Anniversary BEST -Pink Moon-』とカレンをモチーフにした『ClariS 10th Anniversary BEST -Green Star-』の2パターンとなる。
  - 同時にクララとカレンに歌ってほしいソロ曲の投票が10周年記念特設サイトにて行われた。すべての非タイアップ曲の中から投票することができ、投票の結果クララが『ひらひら ひらら』『泣かないよ』、カレンは『recall』『Dreamin'』が選ばれ収録された[109]。
  - ライブ限定楽曲であった『仮面ジュブナイル』、新曲『PRECIOUS』も収録された[102]。
  - 発売を記念して10月17日からAnimax Cafe+（原宿）、11月26日からCoLaBoNo（名古屋）にてコラボカフェが開催した[110]
  - ボイスドラマ「ClariS 10th year StartinG 仮面の塔 -#3 テイクオフ（解放）-」の配信も開始された[111]。
- 11月11日 『リスアニ！vol.42』が発売され、オリジナル書下ろしイラストによって表紙を飾った。これは創刊10年を迎えた同誌初のアーティスト表紙である。10周年記念の特集が組まれ、紙面の連載プロジェクトも開始された[112]。
- 12月24日 クリスマス配信ライブとなる「Merry ClarismaS 〜ひみつのサンタクロース〜」が開催された[113]。

### 2021年
- 2月9日発売の『リスアニ！vol.43』から『ClariSとゆったりティータイム』と題して、毎回ゲストとの対談トークしていく連載がスタートした[114]。
- 2月17日 22ndシングル『Fight!!』が発売された。テレビアニメ『はたらく細胞!!』セカンドシーズンのEDであった。
  - C/W『Brave』は、ぱちんこ遊技機「P〈物語〉シリーズ セカンドシーズン」へ搭載された[115]。
  - 同時に、1冊すべてにClariSを特集した「リスアニ！ClariS音楽大全」“クラリスアニ！”が発売された[116][117]。
  - 同日からOS/Android用リズムゲーム『D4DJ Groovy Mix（グルービィミックス/グルミク）』にて期間限定の楽曲コラボを行った[118]。
- 4月20日 『ClariS 10th Anniversary 2nd Live Photo Book -Changing-』が発売された[119]。
- 4月25日 テレビアニメ『魔法少女まどか☆マギカ』の放送10周年を記念して開催された『「魔法少女まどか☆マギカ」Anniversary Stage』にVTR出演を果たした[120]。
- 5月22日 初の生配信ファンクラブイベント『ONLINE ClariS Room Party 〜笑顔＋一緒なら…〜』が開催された[121]。
- 7月4日 「Aniplex Online Fest 2021」の「AOF Music Live Part2」に出演した[122]。
- 9月15日 23rdシングル『ケアレス』が発売された。テレビアニメ『マギアレコード 魔法少女まどか☆マギカ外伝 2nd SEASON -覚醒前夜-』OPである[123]。
  - 発売を記念してオフィシャルインスタグラムアカウントが開設された[124]。（2024年にリニューアルされた[125]。）
  - 全四回の『ClariS 10th Anniversary Radio』がYoutubeにて配信された。
- 10月20日 デビュー11周年と『ケアレス』のリリースを記念して、音楽ストリーミングサービス「AWA」の「LOUNGE」でイベントが開催された[126]。加えて、同日にボイスドラマ「ClariS 10th year StartinG 仮面の塔」の最終章となる『-#4 ファーストライト（夜明け）-』が配信された[127]。
- 10月30日 生配信ファンクラブイベント「ONLINE ClariS Room Festa! 〜終わらないこのメロディー♪〜」が開催された[128]。
- 12月30日 リズム&アドベンチャーゲーム『バンドリ！ ガールズバンドパーティ！』にて「Pastel*Palettes」とのコラボ楽曲として『ヒトリゴト』[129]『もういちど ルミナス』が実装された[130]。
  - 前者は2023年9月6日発売の「バンドリ！ ガールズバンドパーティ！ カバーコレクションVol.8」にて音源化された[131]。
  - 後者は各種音楽配信サービスにて配信された[132]。

### 2022年
- 2月12日 - 13日 「オダイバ!! 超次元音楽祭 -ヨコハマからハッピーバレンタインフェス2022-」に出演した[133]。
- 2月14日 NHK Eテレ『沼にハマって聞いてみた「耳からハッピー!バレンタインアニソンSP-」』に生ゲスト出演した[134]。
- 4月3日 『オルゴール』が各配信サービスにて配信された。テレビアニメ『マギアレコード 魔法少女まどか☆マギカ外伝 Final SEASON -浅き夢の暁-』の最終話EDであり、声優ユニットTrySailとのコラボ曲であった[135]。
- 4月6日 6thアルバム『Parfaitone』（パルフェトーン）が発売された[136][137]。
  - 完全生産限定盤には『コネクト』『ルミナス』『カラフル』のMVを素顔の本人映像で新たに撮影した「-reformare- Music Video」が収録された。
  - このMVを別角度から切り取った写真集『ClariS Photo Book「コネクト」』も発売された[138]。
  - 発売を記念して全4回の『ClariS Parfaitone Radio』が配信された[139]。
- 5月6日 『ケアレス (Slushii Remix) -SACRA BEATS Singles』の配信がスタートした[140]。
- 7月24日 『コネクト-SACRA BLUE BEATS Mix-』の配信がスタートした[141]。
- 8月3日 24thシングル『ALIVE』が発売された。テレビアニメ『リコリス・リコイル』OPである。[142]
- 8月11日 - 13日 2年10か月ぶりの単独コンサートとなる「ClariS HALL CONCERT 2022 〜Twinkle Summer Dreams〜」が開催された[143]。また、14日にはファンクラブイベントも開催された[144]。
- 9月14日 25thシングル『Masquerade』が発売された。テレビアニメ『シャドーハウス 2nd Season』のEDである[145]。
- 9月16日 『Masquerade （RudeLies Remix）-SACRA BEATS Singles』の配信がスタートした[146]。
- 9月17日 - 19日 滋賀県草津市烏丸半島芝生広場にて開催される「イナズマロックフェス 2022」への出演が決定していた[147]。しかし、令和4年台風14号によって出演予定の19日の公演が中止になってしまった[148]。
- 9月25日 CS放送フジテレビTWO・ドラマ・アニメにて、特別番組『ClariS「新章」』が放送された[149]。ClariS初の冠番組である。
- 9月30日 「THE FIRST TAKE」に初出演し、『コネクト』を披露した[150]。また、10月12日には『ALIVE』も披露した[151]。
- 10月12日『ALIVE LycoReco Version』の音楽配信をスタートした[152]。
- 10月2日 フジテレビ「オダイバ！！超次元音楽祭 〜有観客ライブ復活SP〜」に出演した[153]。
- 11月5日 - 12日 NHKワールドJAPAN「SONGS OF TOKYO FES」に出演した[154]。
- 11月26日 - 27日開催の「SACRA MUSIC FES. 2022 -5th Anniversary-」に出演した[155]。
- 12月3日 フジテレビ「MUSIC FAIR」に初出演した[156]。
- 12月7日 ミニアルバム『WINTER TRACKS －冬のうた－』が発売され[157]、アルバムの特設サイトがオープンした[158]。
  - ライトノベルレーベルファンタジア文庫／ドラゴンマガジンとコラボし、同レーベルの人気作品を担当するイラストレーターがアートワークを担った[159]。
  - 発売を記念して全4回の「ClariS Winter Radio」の配信も行われた[160]。
- 12月16日 - 17日 「ClariS HALL CONCERT 2022 WINTER  〜 Let's Snow Parade ! 〜 」が開催された[161]。
- 12月31日 TBS系「CDTVライブ!ライブ! 年越しスペシャル 2022→2023」に出演した[162]。

### 2023年
- 1月29日 「リスアニ！LIVE 2023 SUNDAY STAGE」へ出演し[163]、大トリを務めた。このような音楽フェスのトリを飾るのは初である[164]。
- 2月8日 『ALIVE』（完全生産限定盤）が発売された。タイアップアニメの「リコリス・リコイル」描き下ろしLPサイズ大型ジャケット仕様となる[165]。
  - 同日には「THE FIRST TAKE」にて披露した曲を音源化した『コネクト ‐From THE FIRST TAKE』と『ALIVE ‐From THE FIRST TAKE』の配信がスタートした[166]。
- 2月11日開催のテレビアニメ『リコリス・リコイル』のイベント「喫茶リコリコプレゼンツ アフターパーリィ！Tomorrow is another day.」に出演した[167]。
- 2月12日 「オダイバ‼︎-超次元音楽祭-ヨコハマからハッピーバレンタインフェス2023-」に出演した[168]。
- 2月22日 『ALIVE-SACRA BLUE BEATS Mix-』の配信がスタートした[169]。
- 4月28日 BS11「Anison Days」に出演した[170]。
- 5月6日 - 7日 「ClariS Spring LIVE 2023 〜Neo Sparkle」が開催された[171]。
  - 開催前にはライブで聴きたい曲をリクエストできるファン投票企画「ClariSong Ranking!!」が行われた[172]。結果はライブ内で発表され、1位から順に『ミントガム』『Surely』『ひらひら ひらら』『恋待ちかぐや』『with you』の上位5曲が披露された[173]。
- 5月6日 オフィシャルTikTokアカウントが開設された[174]。
- 6月3日 「MUSIC FAIR」に2回目の出演を果たした[175]。
- 6月21日 Cencept EP『淋しい熱帯魚』が発売された[176]。
  - ClariS結成当初のコンセプトが「21世紀のWink」であったことから[173]、Winkの名曲をカバーしたアルバムとなっている。WinkをオマージュしたMVも公開されている[177]。
  - 南野陽子の『はいからさんが通る』のカバーとそのMVも収録されている[178]。
- 6月24日・25日・7月1日 『淋しい熱帯魚』の発売を記念して初のリリースイベントが開催された[179]。
- 7月25日 NHK総合「うたコン」に初出演した[180]。
- 8月2日「Anime Connect!! 〜World〜」へ出演した[181]。
- 8月23日 26thシングル『コイセカイ』が発売された。テレビアニメ『白聖女と黒牧師』OPである[182]。
  - 初回生産限定盤には2022年8月開催の『ClariS HALL CONCERT 2022 〜Twinkle Summer Dreams〜』のライブ映像が収録された[183]。
  - C/Wの『Blue Canvas』は、8月3日にサービススタートしたゲームアプリ「ブルーアーカイブ-Blue Archive-」の中国大陸版のテーマソングである[183]。
  - 発売を記念して全4回の『ClariS コイセカイ Radio』（コイラジ）が配信された[184]。
- 8月26日  「Animelo Summer Live 2023 -AXEL-」へ出演した[185]。
- 10月7日 - 9日 「Aichiアニソンフェス」への出演を予定していた[186]。しかし、フェス運営側の不手際により開催が中止となってしまった[187]。
- 10月21日 「奈良県みんなでたのしむ大芸術祭 2023」のメインイベント「みん芸フェスティバル」へ出演した[188]。
- 10月31日 ニコニコ生放送「キスマイ宮田のニコ生やったってit’s Alright!」に生出演した[189]。
- 11月2日 「ヴァイスシュヴァルツ15周年記念ライブ」へ出演した[190]。
- 11月13日 テレビ東京「プレミアMelodiX!」へ出演した[191]。
- 11月22日 27thシングル『ふぉりら』が発売された。テレビアニメ『カノジョも彼女』Season 2のEDである[192]。
  - 発売を記念して全4回の「ClariS ふぉりらじ」が配信された[193]。
- 11月24日 - 25日 「ClariS Autumn Live 2023 〜Arcanum〜」が開催された[194]。
- 11月26日 GARDEN新木場FACTORYにてファンクラブイベントが開催された[195]。
- 12月6日 フジテレビ「2023 FNS歌謡祭 第1夜」へ生出演した[196]。
- 12月8日 「X-CON 2023」の「X-Dimension」公演へ出演のはずであったが[197]、主催者側の都合により中止となってしまった[198]。
- 12月11日「夢と⾳楽祭」へ出演した[199]。

### 2024年
- 1月7日「ANIPLEX 20th Anniversary Event -THANX-」に出演した[200]。また、同日23時からオフィシャルYouTubeチャンネルと公式TikTokアカウントにて「新春SNSリレー生配信」が開催された[201]。
- 2月24日 「オダイバ!!超次元音楽祭フユフェス 2024」に出演した[202]。
- 3月17日 「ユニバーサルカーニバル×サミーフェスティバル 2024」に出演した[203]。
- 5月5日 インドネシアにて開催の「AFA Indonesia 2024」内の「AFA ID X SACRA MUSIC FES.」に出演した[204]
- 5月8日 28thシングル『アンダンテ』が発売された[205]。テレビアニメ『狼と香辛料 MERCHANT MEETS THE WISE WOLF』のEDである。
- 5月10日 BS11「Anison Days」への2回目の出演を果たした[206]。
- 5月22日 7thアルバム『Iris』が発売された[207]。
  - 発売を記念してWEBラジオ「ClariS Iris Radio」が配信された[208]。
  - 5月20日にはニコニコ生放送にて発売記念の生配信特番が開催された[209]。本編終了後にはanimelo+チャンネル会員限定のアフタートークが放送された。
- 5月25日から「ClariS SPRING TOUR 2024 〜Tinctura〜」が開催された[210]。
  - 5月26日公演は初の広島県での開催であった。
  - ツアー期間中の5月31日にはファンクラブイベント「ClariS Room Party ~Rhythm~」が開催された[211]。有観客FCイベントでは初となるミニライブが行われた。
- 5月27日 テレビ東京「プレミアMelodiX!」に2回目の出演を果たした[212]。
- 6月2日 オフィシャルInstagramアカウントがリニューアルされた[125]。
- 6月22日 フジテレビ「MUSIC FAIR」に3回目の出演を果たした[213]。
- 7月18日 - 21日 ブラジルのサンパウロで開催された「Anime Friends 2024」へ出演した[214]。
- 8月2日 - 4日 ドイツのマンハイムで開催されたアニメコンベンション「AnimagiC 2024」へ出演した[215]。ソロコンサート、サイン会、スペシャルステージ「SACRA MUSIC FES. x AnimagiC」に参加した。
- 8月8日 BS-TBS「MUSIC X」に初出演した[216]。
- 8月25日 新潟県三条市で開催される「新潟県文化祭2024」のキックオフイベントに出演した[217]。
- 9月1日 「ClariS Autumn Tour 2024 ~Via Fortuna~」を以てカレンがClariSを卒業することが発表された[18]。
- 9月20日 ライブ写真集 ClariS Live Photo Book「 - Hug memories - 」が発売された[218]。
- 10月12日 フジテレビ「MUSIC FAIR」に4回目の出演を果たした[219]。
- 10月16日 ミニアルバム『AUTUMN TRACKS －秋のうた－』 が発売された[220]。
  - 『冬のうた』と同様にライトノベルレーベルファンタジア文庫／ドラゴンマガジンとコラボし、同レーベルの人気作品を担当するイラストレーターがアートワークを担う[221]。
  - 発売を記念して「ClariS Autumn Radio」が配信された[222]。
- 10月21日 ニコニコ生放送にて「ClariS 14周年記念 生配信特番 supported by animelo」が放送された[223]。本編終了後にはanimelo+チャンネル会員限定のアフタートークが放送された。
  - 特番開始前には公式TikTokアカウントにてTikTok LIVEも開催された[224]。
- 10月23日 ベストアルバム『ClariS 〜SINGLE BEST 2nd〜』 の発売された[225]。
  - 新録曲『Clear Sky -2024-』とそのMV、新曲『Evergreen』が収録された[226]。
  - 同日「THE FIRST TAKE」に3回目の出演を果たし、『ヒトリゴト』を披露した。
- 10月26日 - 11月10日 「ClariS Autumn Tour 2024 ~Via Fortuna~」を開催[227][228]し、ツアーファイナルである大阪公演をもってカレンはClariSを卒業した[229]。
  - 本ツアーではファンクラブ会員限定の「プレミアムチケット」が発売された[230]。
  - 10月27日には品川インターシティホールにてファンクラブイベントが開催された[231]。

### 2025年
- 1月25日 「リスアニ！LIVE 2025 SATURDAY STAGE」へ出演した[232]。この公演から新メンバーの“エリー”と“アンナ”を迎え、3人組ユニットとしてのClariS第3章の活動が本格的にスタートした[19]。
- 2月23日 「オダイバ!! 超次元音楽祭 フユフェス2025」へ出演した[233]。
- 2月24日 ファンクラブイベント「ClariS Room Event 〜 I’m happy to meet you…♡ 〜」が開催された[234]。
  - 同日にはセルフカバー新録曲「カラフル -season 03-」の配信がスタートした[235]。
- 3月8日 「Lemino presents  ULTRA ANIME FES 2025」へ出演した[236]。
- 4月5日 「CENTRAL MUSIC & ENTERTAINMENT FESTIVAL 2025」の「VIVAL」 公演（KT Zepp Yokohama）へ出演した[237]。
- 4月15日 CS放送フジテレビTWO・ドラマ・アニメにて、特別番組「ClariS新章2」が放送された[238]。ClariS第3章のスタートに密着した内容となる。
- 4月16日 セルフカバー新録曲『ALIVE -season 03-』が配信された[239]。
- 5月14日 セルフカバー新録曲『アリシア -season 03-』が配信された[240]。
- 6月13日 - 15日 ポーランドのポズナンで開催されたファンタジーフェス「Pyrkon」へ出演した[241]。
- 6月27日 テレビアニメ『彼女、お借りします』第4期放送直前を記念したアニメ第1～3期同時視聴企画にクララがゲスト出演した[242]。
- 7月12日 「リスアニ！LIVE 2025 ナツヤスミ SATURDAY STAGE」へ出演した[243]。
- 8月1日 - 3日にドイツのマンハイムで開催されたアニメコンベンション「AnimagiC 2025」へ出演した[244]。
- 8月8日 - 10日にカナダのアルバータ州・エドモントンで開催された「Animethon 2025」へ出演した[245]。
- 8月20日 29thシングル『Umitsuki』が発売される[246]。テレビアニメ『彼女、お借りします』第4期のOPである。
  - 発売を記念してWEBラジオ「ClariS Umitsuki Radio」の配信が決定した[247]。
  - 同日にはニコニコ生放送にて「ClariS 29thシングル「Umitsuki」発売記念 生配信特番 supported by animelo」が放送される[248]。

## メンバー

### クララ
- イメージカラーは   パステルピンク（旧：   ピンク[4]。イメージアイテムは月、うさぎ[21]。）
- ウェーブのかかった髪を正面で分け、おでこを出す髪型が多い。
- 幼稚園時代からランタイムの音楽スクールに通っており[249]、その頃から歌手になりたいと思っていた。
  - 後にアリスが同じスクールに入学してきて出会ったことについては、「本当に運命だと思う」と語っている[11]。
- デビューに関しては全く想像しておらず[11]、クレジットで自分達の名前が出てきたときに初めて自分達が作った歌だと実感したという[250]。
- 甘い物に目がなく[251]、特技はピアノ[252]とお菓子作り[253]。趣味はカメラ[251]。朝に弱い[86]。ひとりっ子[20]。愛犬が二匹いる[251]。カレン曰く「おっとりマイペース」[254]。雨女と言われることが多い[255]。カレンによくイタズラを仕掛けられている[256]。エリーとアンナに早速いじられ始めている[251]。
- エリーとアンナに対しては、「何より、今2人と一緒に歌うことが楽しいんです。この気持ちが一番大事かもしれませんね。どの時代のClariSも最高だと言ってもらいたいのはもちろんですが、やっぱり今が一番でありたい。私も『絶対に2人のことを幸せにするぞ！』という気持ちがあるし、一緒に素敵な景色を見に行きたいと思っているので。少しでも2人が余計なことで悩まずに、伸び伸びとやってくれたら嬉しいなと思っていますね。」[257]と語る。
- エリーに対しては、「ウィスパーボイスが印象的♡そして、イメージカラーの通りブルーが大好きな女の子！どんな時でもブルーを身にまとっていて、とっても似合っていて素敵だなぁと思っています！クールビューティーなお顔が魅力的だけど、話し出したらちょっと抜けていて、ついつい気にかけたくなってしまうようなギャップに目が離せないっ！」[258]と語る。
- アンナに対しては、「声も心もとっても素直で真っ直ぐな女の子♡いつもニコニコ笑顔で周りをポジティブな気持ちにしてくれます！3人の中では末っ子で、甘えん坊さんな所も最高に可愛い…♡でも実はとっても努力家で、お姉ちゃん達を引っ張ってくれる頼もしい一面も持っています！きっとClariSに新しい風を巻き起こしてくれるはず…♡」[259]と語る。
- カレンに対しては、「お互いにない部分を補い合える関係で、それでいてすごく理解し合える、同じ感覚で物事を捉えられる……こんな人は今後、私の人生の中で現れないなって思います。お仕事の面でも、プライベートの面でも、私にとってすごく大事で、絶対幸せになってほしいし、カレンのためにだったら私はなんでもできるなっていうような、そんな存在です。」[260]と語る。
- カレンの卒業に対しては、「この度、カレンの卒業が発表されました。カレンが⾒つけた温かい夢を、私は全⼒で応援したいと思います。私クララはこれからも変わらず皆さんに⼤好きな歌を届けていきます。この先のClariSもよろしくお願いいたします。」[261]「カレンのそういう考え方や気持ちは分かっていましたけど、ずっと一緒に活動していくものだと思っていたので、「隣にカレンがいない日が来るんだ」という驚きがあったし、不安な気持ちも生まれました。私とふたりで作って来た幸せも噓じゃないし、それをカレンも幸せと感じてくれていたと思うけど、1人の女性としての幸せが別にあってもおかしくない。自分の気持ちを大切にしてほしいと思ったので、カレンの幸せを願う1人として心から応援したいと思いました。もちろん『できるなら離れたくない』って思いますけど、それを口にしなくてもいい10年を、ふたりで過ごして来たのだなと思います。」[262]と語る。
- アリスの卒業に対しては、「やっぱり……最初に聞いたときは悲しい気持ちもありましたし、これからのClariSはどうなっていくんだろう……という不安もありました。でも、アリスの卒業が決まっても、私の中ではClariSをやめるという選択肢はまったくありませんでした。どんな形でも、応援してくださるファンの皆さんがいる限り、アリスの分も歌を届けていこうって。」[263]と語る。

### エリー
- 2025年1月25日に開催された「リスアニ！LIVE 2025」から加わった[264]。
- イメージカラーは   パステルブルー[4]。
- 歌手になることを目指して路上ライブを続けていた過去があり、ソニー・ミュージック主催のオーディションがきっかけとなってClariSへと加入した[257]。
- 好きな食べ物はメロン、明太子など[265]。趣味はお散歩と食べ歩き[265]。特技は耳だけを動かすこと[265]。青色が好きで、常に青色を取り入れたファッションをしている[265]。
- 新しいClariSの活動に対しては、「カラフルの二番の歌詞の中に“様々な想い持って 始めようまた一から”という歌詞がありますけど、ダンスのレッスン中に歌いながら、何度もこの言葉に救われたんです。クララちゃんとアリスちゃん、カレンちゃんが作ってきたClariSの良さを守りながら、新しいClariSの1年目としてどんな色や形にだってなれる可能性があると思っています。3人にしか作れない素敵なClariSになれるよう私も精一杯頑張るし、『新しいClariSも最高だね』と思ってもらえるように、3人で力を合わせて頑張る1年にしたいです。」[257]と語る。
- クララに対しては、「どこまでも心が綺麗で優しくて、お姫様みたいにかわいいお姉ちゃんです♡気遣いが素敵で本当に周りをよく見ているんだなぁ日々尊敬がとまらないです！！私もそんなふうになりたいっ！！って憧れて頑張ってみたりしてみます♪」[266]と語る。
- アンナに対しては、「ニコニコでかわいい末っ子なのに、しっかり者で頼り甲斐もあって、パフォーマンス面でも凄いなぁ素敵だなぁと魅せられて、私も頑張ろうっていつも思わせてくれます‼♡一緒にちょけてくれたりツッコんでくれたりで楽しいです♪」[259]と語る。

### アンナ
- 2025年1月25日に開催された「リスアニ！LIVE 2025」から加わった[264]。
- イメージカラーは   パステルオレンジ[4]。
- 歌手になることを目指して養成所やレッスンに通い、エリーと同じくソニー・ミュージック主催のオーディションがきっかけとなってClariSへと加入した[257]。
- 好きな食べ物は抹茶とフルーツ[267]。趣味はペットのウロコインコと遊ぶこと[267]。特技は一輪車競技[267]。
- 新しいClariSの活動に対しては、「やっぱり私はまだ知らないことだらけだし、初めての世界に飛び込んでいくので、私らしいカラーも模索するところから始まると思っているんです。自分らしさをたくさん見つけて、知ってもらうところから始まる気がしています。そのうえで、この3人でしか生み出せないClariSの形を表現していく1年にしたいです。できるだけ大勢の皆さんに今のClariSの魅力をお届けできるよう頑張っていきたいですね。」[257]と語る。
- クララに対しては、「クララちゃんは優しい笑顔で私たち新メンバーを迎え入れてくれて、頼もしい背中を見せてくれるお姉ちゃんです！頼ってばかりではなく、時には頼ってもらえるように頑張りたいです♡」[266]と語る。
- エリーに対しては、「エリーちゃんはクールなイメージに反して不思議ちゃんで面白いお姉ちゃんです！始めは静かそうな子に見えていましたが、今は3人の中で1番笑わせてくれる天然なお姉ちゃんだ！と思っています♪」[258]と語る。

### 卒業したメンバー

#### カレン
- 2014年11月8日に発売された『リスアニ！vol.19』 付録音楽CD「Clear Sky」から加わった[53]。
- イメージカラーは   パステルグリーン[4]。イメージアイテムは星、猫[53]。
- 黒髪ストレートヘアの髪型が多い。
- クララより年下であるが[268]、同じランタイム音楽スクールのクラスメイト[269]であり、ステージで共演してから交流が始まった[53]。
  - アリスの卒業後、ひとりだったクララの練習に付き合っていたことから、クララに指名されてClariSへの加入が決まった[270]。
- ダンスが得意であり、ライブでタップダンスを披露した経験あり[271]。姉が1人と弟が2人いる[20]。高所恐怖症（本人曰く“中高“所恐怖症）で雷が苦手[272]。クララ曰く「天真爛漫で元気いっぱい！」[53]。第一回のファンクラブイベントにて、不器用なクララを尻目に何でも卒なくこなす彼女は、その理由を「カレンだから！」と自負[273]。名言を生んだ。Twitterの署名欄に“カレン”と誤って“カレイ”と記載したこともある[274][275]。クララによくイタズラを仕掛けている[256]。
- 2024年9月1日に「ClariS AUTUMN TOUR 2024 ~Via Fortuna~」を以て卒業することが発表された[18]。
- 加入以前のClariSに対しては、「ファンとしてCDを集めていたんです。すごくかわいい曲やイラストに、女の子として憧れていました。」[254]「ある日、音楽番組を観ていたら、「irony」が流れて、これを現役中学生が歌っているんだと知って、まだ自分の夢がはっきりしてない頃だったから、すごく刺激されたんです。同年代でも夢を叶えている人がいると思うと、私も自分自身とちゃんと向き合わなきゃって。」[276]と語る。
- クララに対しては、「色々な部分で本当にクララには助けられっぱなしですね。小さいことだと、ちょっとのどが痛いなって思ったらのど飴を買ってきてくれたりとか。大きいことだと、私が自分では言えないけど、言えなかったら後悔するようなことを、クララに相談したら絶対に代弁してくれるんですよ。だからクララと一緒にいると心のつっかえがなくて、『頼ってもいいんだな』って思える心強い存在でもあるし、自分もしっかりしなきゃって意識を変えてくれる人なので、私にはすごく必要な存在です。」と語る[277]。
- アリスに対しては、「卒業したアリスちゃんの”太陽”は、自分から強く光り輝いてみんなを照らすイメージだったと思うんです。私は、まだその星は小さくても、強く輝ける光になりたいと思っていて。それに月と星は同じ夜空で輝いているので、クララちゃんと一緒に輝けるような、そんな存在になりたいと思っています」と語る[278]。
- 卒業に対しては、「卒業の理由としましては、結婚して、私が育ってきたような温かい家庭を築きたい、という私のもう一つの夢を叶えるためです。」[261]「私の個人的な理由で、この勢いあるClariSの活動のスピードを止めてしまうのは自分が許せないと思った」[279]「私が卒業してもクララと重ねてきた10年がなくなるわけではないし、1人で背負わせてしまうんですけど、これからも続いていくという前向きな未来を感じていただけるんじゃないかと思います。私もたぶん、おばあちゃんになってもクララとこのままの関係でいると思うので。」[280]と語る。
- 2024年11月10日にClariSを卒業した。

#### アリス
- イメージカラーは   ブルー[4]。イメージアイテムは太陽[21]。
- 黒髪ストレートヘアで描かれることが多い。特技はスキー[253]。
- 初音ミク・絢香の曲をよく聴いている。尊敬する人は安室奈美恵[252]。ディズニーランドが好きで、ディズニーランドで歌うのが夢[250]。幼稚園の頃は『おジャ魔女どれみ』に憧れていた[281]。
- 安室奈美恵がテレビで踊っている姿に感銘して音楽スクールに通い始めた。そこでクララに声をかけられて仲良くなった[11]。
- オリジナル曲になる『DROP / 君の夢を見よう』をkzに制作してもらえたことに対し、夢のようだと語っている[11]。
- 卒業に対しては、「私アリスは、学業に専念する為、今回の3rdアルバム「PARTY TIME」をもってClariSを卒業することにしました。」[13]「本当にあっという間でしたが、かけがえのない時間となりました。学業を優先させるため卒業を決意しましたが、音楽を通して表現する事の楽しさ、人に何かを伝える事の楽しさを知りました。活動する上で、何度もの決断を繰り返し、『ありがとう』という感謝の気持ちの大切さを身にしみて感じる事が出来ました。沢山の方に出会い、触れ合う事で、物事の色々な考え方を知り、表現する上での“豊かさ”を学ばせてもらい、自分自身成長出来た事が何よりの財産です。」[282]と語る。
- 2014年6月4日にClariSを卒業した。

## ディスコグラフィ

### シングル
|            | 発売日         | タイトル                    | 規格品番       | 規格品番         | 規格品番     | イメージイラスト                  | オリコン 最高位 |
| 初回限定盤 | 発売日         | タイトル                    | 通常盤         | 期間・完全限定盤 |              | イメージイラスト                  | オリコン 最高位 |
| ---------- | -------------- | --------------------------- | -------------- | ---------------- | ------------ | --------------------------------- | --------------- |
| 1st        | 2010年10月20日 | irony                       | SECL-906/7     | SECL-908         | SECL-909     | 織田広之                          | 7位             |
| 2nd        | 2011年2月2日   | コネクト                    | SECL-946/7     | SECL-948         | SECL-949     | 蒼樹うめ                          | 5位             |
| 3rd        | 2011年9月14日  | nexus                       |                | SECL-1003        | SECL-1004/5  |                                   | 5位             |
| 4th        | 2012年2月1日   | ナイショの話                | SECL-1050/1    | SECL-1052        | SECL-1053    | 渡辺明夫                          | 2位             |
| 5th        | 2012年8月15日  | Wake Up                     |                | SECL-1169        | SECL-1170/1  | 樋口聡美                          | 12位            |
| 6th        | 2012年10月10日 | ルミナス                    | SECL-1193/4    | SECL-1195        | SECL-1196    | 守岡英行（作画） シャフト（仕上） | 4位             |
| 7th        | 2013年4月17日  | reunion                     | SECL-1304/5    | SECL-1306        | SECL-1307    | かんざきひろ                      | 2位             |
| 8th        | 2013年10月30日 | カラフル                    | SECL-1413/4    | SECL-1415        | SECL-1416    | 守岡英行（作画） シャフト（仕上） | 3位             |
| 9th        | 2014年1月29日  | CLICK                       | SECL-1455/6    | SECL-1457        | SECL-1458    | 杉山延寛（作画） シャフト（仕上） | 7位             |
| 10th       | 2014年4月16日  | STEP                        | SECL-1491/2    | SECL-1493        | SECL-1494    |                                   | 3位             |
| 11th       | 2015年1月7日   | border                      | SECL-1623/4    | SECL-1625        | SECL-1626    | 高野音彦                          | 4位             |
| 12th       | 2015年7月29日  | アネモネ                    | SECL-1737/8    | SECL-1739        | SECL-1740    | 高野音彦                          | 13位            |
| 13th       | 2015年11月25日 | Prism                       |                | SECL-1829        | SECL-1826〜8 | 高野音彦                          | 25位            |
| 14th       | 2016年7月27日  | Gravity                     | SECL-1952/3    | SECL-1954        | SECL-1955    | 高野音彦                          | 25位            |
| 15th       | 2016年9月14日  | clever（ClariS×GARNiDELiA） |                |                  | SECL-1975/6  | 高野音彦                          | 21位            |
| 16th       | 2016年11月30日 | again                       | SECL-2061/2    | SECL-2063        |              | 高野音彦                          | 21位            |
| 17th       | 2017年4月26日  | ヒトリゴト                  | VVCL-1010/1    | VVCL-1012        | VVCL-1013    | 高野音彦                          | 9位             |
| 18th       | 2017年9月13日  | SHIORI                      | VVCL-1093/4    | VVCL-1095        | VVCL-1096/7  | 高野音彦                          | 7位             |
| 19th       | 2018年2月28日  | PRIMALove                   | VVCL-1174/5    | VVCL-1176        | VVCL-1177/8  | redjuice                          | 15位            |
| 20th       | 2018年8月15日  | CheerS                      | VVCL-1262/3    | VVCL-1264        | VVCL-1265/6  | 高野音彦                          | 13位            |
| 21st       | 2020年3月4日   | アリシア/シグナル           | VVCL-1610/1    | VVCL-1612        | VVCL-1613/4  | 高野音彦                          | 15位            |
| 22nd       | 2021年2月17日  | Fight!!                     | VVCL-1807/8    | VVCL-1809        | VVCL 1810/1  | 高野音彦                          | 12位            |
| 23rd       | 2021年9月15日  | ケアレス                    | VVCL-1918/9    | VVCL-1920        | VVCL-1921/2  | 高野音彦                          | 8位             |
| 24th       | 2022年8月3日   | ALIVE                       | VVCL-2075/6    | VVCL-2077        | VVCL-2078/9  | 高野音彦                          | 8位             |
| 24th       | 2023年2月8日   | ALIVE                       |                |                  | VVCL-2178/9  | 高野音彦                          | 8位             |
| 25th       | 2022年9月14日  | Masquerade                  | VVCL-2100/1    | VVCL-2102        | VVCL-2103/4  | 高野音彦                          | 13位            |
| 26th       | 2023年8月23日  | コイセカイ                  | VVCL-2320/1    | VVCL-2322        | VVCL-2323/4  | 高野音彦                          | 20位            |
| 27th       | 2023年11月22日 | ふぉりら                    | VVCL-2370/1    | VVCL-2372        | VVCL-2373    | 高野音彦                          | 13位            |
| 28th       | 2024年5月8日   | アンダンテ                  | VVCL-2460/1    | VVCL-2462        | VVCL-2463/4  | 高野音彦                          | 17位            |
| 29th       | 2025年8月20日  | Umitsuki                    | VVCL-2738/9/40 | VVCL-2741        | VVCL-2742/3  | たん旦                            |                 |

#### 限定シングル
| 発売日         | タイトル                                          | イメージイラスト | 備考 |
| アリス☆クララ  | アリス☆クララ                                     | アリス☆クララ    | アリス☆クララ |
| -------------- | ------------------------------------------------- | ---------------- | --- |
| 2010年4月24日  | DROP                                              | redjuice         | リスアニ!vol.1 付録音楽CD |
| 2010年7月24日  | 君の夢を見よう                                    | redjuice         | リスアニ!vol.2 付録音楽CD |
| 2010年8月13日  | DROP / 君の夢を見よう                             | redjuice         | コミックマーケット限定販売 「リスアニ!」の付録を商品化したもの                                                                  |
| ClariS         |                                                   |                  | |
| 2014年11月8日  | Clear Sky                                         | 高野音彦         | リスアニ!vol.19 付録音楽CD |
| 2019年8月14日  | シグナル                                          |                  | 「マギアレコード 魔法少女まどか☆マギカ外伝」のメインストーリー第2部のイメージソング 後に21stシングル『アリシア/シグナル』に収録 |
| 2021年12月30日 | もういちど ルミナス                               |                  | リズム&アドベンチャーゲーム『バンドリ！ ガールズバンドパーティ！』の「Pastel*Palettes」とのコラボ楽曲                           |
| 2022年4月4日   | オルゴール                                        |                  | ClariS×TrySail名義 テレビアニメ『マギアレコード 魔法少女まどか☆マギカ外伝 Final SEASON -浅き夢の暁-』最終話エンディングテーマ   |
| 2022年5月6日   | ケアレス (Slushii Remix) -SACRA BEATS Singles     |                  | DJ/プロデューサーSlushii(スラッシー）によるリミックス                                                                           |
| 2022年7月24日  | コネクト -SACRA BLUE BEATS Mix-                   |                  | ビックバンドによるインストゥルメンタルカバー                                                                                    |
| 2022年9月16日  | Masquerade （RudeLies Remix）-SACRA BEATS Singles |                  | DJ/プロデューサーRudeLies（ルードライズ）によるリミックス                                                                       |
| 2022年10月12日 | ALIVE LycoReco Version                            |                  | テレビアニメ『リコリス・リコイル』の最終話劇中曲                                                                                |
| 2023年2月8日   | コネクト ‐From THE FIRST TAKE                     |                  | 「THE FIRST TAKE」にて公開されたものを音源化                                                                                    |
| 2023年2月8日   | ALIVE ‐From THE FIRST TAKE                        |                  | 「THE FIRST TAKE」にて公開されたものを音源化                                                                                    |
| 2023年2月22日  | ALIVE -SACRA BLUE BEATS Mix-                      |                  | ビックバンドによるインストゥルメンタルカバー                                                                                    |
| 2024年11月10日 | ヒトリゴト - From THE FIRST TAKE                  |                  | 「THE FIRST TAKE」にて公開されたものを音源化                                                                                    |
| 2025年2月24日  | カラフル -season 03-                              | たん旦           | クララとエリーとアンナによるセルフカバー                                                                                        |
| 2025年4月16日  | ALIVE -season 03-                                 |                  | クララとエリーとアンナによるセルフカバー                                                                                        |
| 2025年5月14日  | アリシア -season 03-                              |                  | クララとエリーとアンナによるセルフカバー                                                                                        |

### アルバム

#### フル・アルバム
|            | 発売日         | タイトル     | 規格品番         | 規格品番     | 規格品番  | イメージイラスト                                               | オリコン 最高位 |
| 完全限定盤 | 発売日         | タイトル     | 期間・初回限定盤 | 通常盤       |           | イメージイラスト                                               | オリコン 最高位 |
| ---------- | -------------- | ------------ | ---------------- | ------------ | --------- | -------------------------------------------------------------- | --------------- |
| 1st        | 2012年4月11日  | BIRTHDAY     | SECL-1111/3      | SECL-1115/6  | SECL-1114 | 渡辺明夫                                                       | 2位             |
| 2nd        | 2013年6月26日  | SECOND STORY | SECL-1331/3      | SECL-1334/5  | SECL-1336 | 守岡英行（原画） シャフト（仕上）                              | 6位             |
| 3rd        | 2014年6月4日   | PARTY TIME   | SECL-1507/8      | SECL-1509/10 | SECL-1511 | 守岡英行（原画） アニメッシュ（仕上） シャフト（フィニッシュ） | 2位             |
| 4th        | 2017年1月25日  | Fairy Castle | SECL-2106/7      | SECL-2108/9  | SECL-2110 | 高野音彦                                                       | 10位            |
| 5th        | 2018年11月21日 | Fairy Party  | VVCL-1375/6      | VVCL-1377/8  | VVCL-1379 | 高野音彦                                                       | 8位             |
| 6th        | 2022年4月6日   | Parfaitone   | VVCL-2020/1      | VVCL-2022/3  | VVCL-2024 | 高野音彦                                                       | 8位             |
| 7th        | 2024年5月22日  | Iris         | VVCL-2476/7      | VVCL-2478/9  | VVCL-2480 | 高野音彦                                                       | 10位            |

#### ミニ・アルバム
|            | 発売日         | タイトル                 | 規格品番     | 規格品番  | イメージイラスト | オリコン 最高位 |
| 初回限定盤 | 発売日         | タイトル                 | 通常盤       |           | イメージイラスト | オリコン 最高位 |
| ---------- | -------------- | ------------------------ | ------------ | --------- | ---------------- | --------------- |
| 1st        | 2016年3月2日   | SPRING TRACKS -春のうた- | SECL-1856    | SECL-1857 | 高野音彦         | 8位             |
| 2nd        | 2019年8月14日  | SUMMER TRACKS -夏のうた- | VVCL-1470/1  | VVCL-1472 | 高野音彦         | 8位             |
| 3rd        | 2022年12月7日  | WINTER TRACKS ‐冬のうた- | VVCL-2160/1  | VVCL-2162 | magako           | 16位            |
| 4th        | 2024年10月16日 | AUTUMN TRACKS ‐秋のうた‐ | VVCL-2586～7 | VVCL-2588 | たん旦           | 20位            |

#### ベストアルバム
| 発売日         | タイトル                                    | 規格品番    | 規格品番                                  | 規格品番  | オリコン 最高位 |
| 発売日         | タイトル                                    | 完全限定盤  | 初回限定盤                                | 通常盤    | オリコン 最高位 |
| -------------- | ------------------------------------------- | ----------- | ----------------------------------------- | --------- | --------------- |
| 2015年4月15日  | ClariS 〜SINGLE BEST 1st〜                  | SECL-1657/8 | SECL-1659/60 (CD+BD) SECL-1661/2 (CD+DVD) | SECL-1663 | 4位             |
| 2020年10月21日 | ClariS 10th Anniversary BEST - Pink Moon -  | VVCL-1736/8 | VVCL-1730/1                               | VVCL-1732 | 10位            |
| 2020年10月21日 | ClariS 10th Anniversary BEST - Green Star - | VVCL-1736/8 | VVCL 1733/4                               | VVCL-1735 | 9位             |
| 2024年10月23日 | ClariS 〜SINGLE BEST 2nd〜                  |             | VVCL-2598/9                               | VVCL-2600 | 12位            |

### コンセプトシングル
| 発売日        | タイトル     | 規格品番        | 規格品番        | 規格品番  | オリコン 最高位 | 備考                                               |
| 発売日        | タイトル     | 初回生産限定盤A | 初回生産限定盤B | 通常盤    | オリコン 最高位 | 備考                                               |
| ------------- | ------------ | --------------- | --------------- | --------- | --------------- | -------------------------------------------------- |
| 2023年6月21日 | 淋しい熱帯魚 | VVCL-2280/1     | VVCL-2282/3     | VVCL-2284 | 12位            | Wink、南野陽子の楽曲をカバーしたコンセプトシングル |

### 参加作品
| 発売日        | タイトル                                                     | 規格品番                                          | 発売元                 | 参加楽曲   | オリコン 最高位 |
| ------------- | ------------------------------------------------------------ | ------------------------------------------------- | ---------------------- | ---------- | --------------- |
| 2011年8月10日 | ZONEトリビュート〜君がくれたもの〜                           | SRCL-7680/1（期間生産限定盤） SRCL-7682（通常盤） | Sony Music Records     | true blue  | 5位             |
| 2023年9月6日  | バンドリ！ ガールズバンドパーティ！ カバーコレクション Vol.8 | BRMM-10687（BD付き限定盤） BRMM-10688（通常盤）   | ブシロードミュージック | ヒトリゴト |                 |

### アナログレコード
| 発売日       | タイトル                                     | カタログNo  | 備考                                                                    |
| ------------ | -------------------------------------------- | ----------- | ----------------------------------------------------------------------- |
| 2019年3月1日 | 「ClariS 〜Single Best 1st〜 Vinyl Edition」 | 19075879171 | 2019年1月に北米限定で販売されており、日本においても数量限定で販売された |

### ボイスドラマ
| 発売日         | タイトル                                                           | 備考 |
| -------------- | ------------------------------------------------------------------ | --- |
| 2020年3月4日   | ClariS 10th year StartinG 仮面の塔 - #1 エンカウンター (出会い) -  | 各種音楽配信サイトにて配信。 活動10周年を記念し作成され、クララとカレンが声優に初挑戦した。#１は21stシングル『アリシア/シグナル』の初回生産限定盤にも収録。 |
| 2020年8月26日  | ClariS 10th year StartinG 仮面の塔 -#2 パスト (いきさつ) -         | 各種音楽配信サイトにて配信。 活動10周年を記念し作成され、クララとカレンが声優に初挑戦した。#１は21stシングル『アリシア/シグナル』の初回生産限定盤にも収録。 |
| 2020年10月21日 | ClariS 10th year StartinG 仮面の塔 -#3 テイクオフ（解放）-         | 各種音楽配信サイトにて配信。 活動10周年を記念し作成され、クララとカレンが声優に初挑戦した。#１は21stシングル『アリシア/シグナル』の初回生産限定盤にも収録。 |
| 2021年10月20日 | ClariS 10th year StartinG 仮面の塔 -#4 ファーストライト（夜明け）- | 各種音楽配信サイトにて配信。 活動10周年を記念し作成され、クララとカレンが声優に初挑戦した。#１は21stシングル『アリシア/シグナル』の初回生産限定盤にも収録。 |

### ライブ映像
|                    | 発売日         | タイトル                                                | 規格品番       | 規格品番     |
| 通常版             | 発売日         | タイトル                                                | 初回生産限定盤 |              |
| 単独公演           | 単独公演       | 単独公演                                                |                |              |
| ------------------ | -------------- | ------------------------------------------------------- | -------------- | ------------ |
| 1st                | 2017年7月12日  | ClariS 1st 武道館コンサート 〜2つの仮面と失われた太陽〜 | VVXL-12        | VVXL-9/11    |
| その他音楽イベント |                |                                                         |                |              |
|                    | 2018年3月28日  | Animelo Summer Live 2017 -THE CARD- 8.27                | LABX-8235/6    |              |
|                    | 2019年10月30日 | SACRA MUSIC FES.2019 -NEW GENERATION-                   | VVXL-43/44     | VVXL-40/42   |
|                    | 2020年3月25日  | Animelo Summer Live 2019 -STORY- DAY3                   | KIXM-411/2     |              |
|                    | 2023年4月12日  | SACRA MUSIC FES. 2022 -5th Anniversary-                 | VVXL-128       | VVXL-126/127 |
|                    | 2024年3月27日  | Animelo Summer Live 2023 -AXEL- DAY2                    | KIXM-572/3     |              |

### タイアップ曲
| 楽曲         | タイアップ                                                                                                   | 時期   |
| ------------ | --- | ------ |
| irony        | テレビアニメ『俺の妹がこんなに可愛いわけがない』オープニングテーマ                                           | 2010年 |
| irony        | メディアタブレット「GALAPAGOS」Web CM                                                                        | 2010年 |
| irony        | ゲーム『jubeat plus ClariS pack』収録                                                                        | 2010年 |
| コネクト     | テレビアニメ『魔法少女まどか☆マギカ』オープニングテーマ                                                      | 2011年 |
| コネクト     | ゲーム『jubeat plus ClariS pack』収録                                                                        | 2011年 |
| Dreamin'     | ゲーム『AKIBA'S TRIP』テーマソング                                                                           | 2011年 |
| nexus        | 小説『俺の妹がこんなに可愛いわけがない』テーマソング                                                         | 2011年 |
| nexus        | ゲーム『俺の妹がこんなに可愛いわけがない ポータブルが続くわけがない』エンディングテーマ                      | 2011年 |
| Don't cry    | 漫画雑誌『アオハル』0.5号テーマソング                                                                        | 2011年 |
| アナタにFIT  | 『ねんどろいど』テーマソング                                                                                 | 2011年 |
| アナタにFIT  | ゲーム『ねんどろいど じぇねれ〜しょん』テレビCM                                                              | 2011年 |
| ナイショの話 | テレビアニメ『偽物語』エンディングテーマ                                                                     | 2012年 |
| ナイショの話 | ゲーム『jubeat plus ClariS pack』収録                                                                        | 2012年 |
| 恋磁石       | バラエティ番組『コエキタ!!』エンディングテーマ                                                               | 2012年 |
| Wake Up      | テレビアニメ『もやしもん リターンズ』オープニングテーマ                                                      | 2012年 |
| Wake Up      | ゲーム『jubeat plus ClariS pack』収録                                                                        | 2012年 |
| ルミナス     | 劇場アニメ『劇場版 魔法少女まどか☆マギカ [前編] 始まりの物語』主題歌                                         | 2012年 |
| ルミナス     | バラエティ番組『コエキタ!!』エンディングテーマ                                                               | 2012年 |
| reunion      | テレビアニメ『俺の妹がこんなに可愛いわけがない。』オープニングテーマ                                         | 2013年 |
| with you     | ゲーム『エクステトラ』テーマソング                                                                           | 2013年 |
| カラフル     | 劇場アニメ『劇場版 魔法少女まどか☆マギカ [新編] 叛逆の物語』主題歌                                           | 2013年 |
| Surely       | パチスロ『化物語』ボーナスサウンド                                                                           | 2013年 |
| CLICK        | テレビアニメ『ニセコイ』オープニングテーマ                                                                   | 2014年 |
| STEP         | テレビアニメ『ニセコイ』オープニングテーマ                                                                   | 2014年 |
| border       | テレビアニメ『憑物語』エンディングテーマ                                                                     | 2015年 |
| Reflect      | テレビ番組『リスアニ!TV 3rd season』オープニングテーマ                                                       | 2015年 |
| アネモネ     | テレビアニメ『Classroom☆Crisis』エンディングテーマ                                                           | 2015年 |
| Prism        | サンリオキャラクター『Little Twin Stars』40周年記念                                                          | 2015年 |
| Gravity      | テレビアニメ『クオリディア・コード』1stエンディングテーマ                                                    | 2016年 |
| clever       | テレビアニメ『クオリディア・コード』3rdエンディングテーマ                                                    | 2016年 |
| again        | ゲーム『AKIBA'S BEAT』テーマソング                                                                           | 2016年 |
| Collage      | テレビ番組『リスアニ!TV 5th season』オープニングテーマ                                                       | 2016年 |
| ヒトリゴト   | テレビアニメ『エロマンガ先生』オープニングテーマ                                                             | 2017年 |
| SHIORI       | テレビアニメ『終物語』エンディングテーマ                                                                     | 2017年 |
| PRIMALove    | テレビアニメ『BEATLESS』エンディングテーマ                                                                   | 2018年 |
| CheerS       | テレビアニメ『はたらく細胞』エンディングテーマ                                                               | 2018年 |
| シグナル     | ゲーム『マギアレコード 魔法少女まどか☆マギカ外伝』第2部イメージソング                                        | 2019年 |
| アリシア     | テレビアニメ『マギアレコード 魔法少女まどか☆マギカ外伝』エンディングテーマ                                   | 2020年 |
| Fight!!      | テレビアニメ『はたらく細胞』2ndエンディングテーマ                                                            | 2021年 |
| Brave        | パチンコ『P〈物語〉シリーズセカンドシーズン』ボーナスサウンド                                                | 2021年 |
| ケアレス     | テレビアニメ『マギアレコード 魔法少女まどか☆マギカ外伝 2nd SEASON -覚醒前夜-』オープニングテーマ             | 2021年 |
| オルゴール   | テレビアニメ『マギアレコード 魔法少女まどか☆マギカ外伝 Final SEASON ー浅き夢の暁ー』最終話エンディングテーマ | 2022年 |
| Masquerade   | テレビアニメ『シャドーハウス 2nd Season』 エンディングテーマ                                                 | 2022年 |
| ALIVE        | テレビアニメ『リコリス・リコイル』オープニングテーマ                                                         | 2022年 |
| 淋しい熱帯魚 | テレビ番組『BomberE』6月度オープニング曲                                                                     | 2023年 |
| コイセカイ   | テレビアニメ『白聖女と黒牧師』オープニングテーマ                                                             | 2023年 |
| Blue Canvas  | ゲームアプリ『ブルーアーカイブ -Blue Archive-』中国大陸版（中国語名：蔚蓝档案）テーマソング                  | 2023年 |
| ふぉりら     | テレビアニメ『カノジョも彼女』Season2エンディングテーマ                                                      | 2023年 |
| アンダンテ   | テレビアニメ『狼と香辛料 MERCHANT MEETS THE WISE WOLF』エンディングテーマ                                    | 2024年 |
| Umitsuki     | テレビアニメ『彼女、お借りします』第4期オープニングテーマ                                                    | 2025年 |

### 歌ってみた一覧
2010年現在、全て『アリス☆クララ』時代かつニコニコ動画に投稿されたもの。
|      | アップ日       | タイトル                  | 備考                                                                           |
| ---- | -------------- | ------------------------- | ------------------------------------------------------------------------------ |
| 1st  | 2009年10月10日 | STEP TO YOU               | ボーカロイド曲                                                                 |
| 2nd  | 2009年10月17日 | ブラック★ロックシューター | ボーカロイド曲                                                                 |
| 3rd  | 2009年11月3日  | Scrap & Build             | ボーカロイド曲                                                                 |
| 4th  | 2009年11月14日 | 私が髪を切った理由        | ボーカロイド曲                                                                 |
| 5th  | 2009年11月29日 | only my railgun           | テレビアニメ『とある科学の超電磁砲』前期オープニング                           |
| 6th  | 2009年12月12日 | 君の知らない物語          | テレビアニメ『化物語』エンディング                                             |
| 7th  | 2009年12月26日 | アメフリ                  | livetuneの楽曲                                                                 |
| 8th  | 2009年12月31日 | ライオン                  | テレビアニメ『マクロスF』オープニング。2010年1月16日にフルコーラス版をアップ。 |
| 9th  | 2010年2月6日   | ファインダー              | livetuneの楽曲                                                                 |
| 10th | 2010年3月5日   | LEVEL5-judgelight-        | テレビアニメ『とある科学の超電磁砲』後期オープニング                           |
| 11th | 2010年4月3日   | ポリリズム                | Perfumeの同名の楽曲                                                            |
| -    | 2010年4月24日  | DROP                      | リスアニ！vol.1 付録のオリジナル楽曲のショートver                              |
| 12th | 2010年5月8日   | Don't say "lazy"          | テレビアニメ『けいおん!』エンディング                                          |
| 13th | 2010年6月5日   | Listen!!                  | テレビアニメ『けいおん!!』前期エンディング                                     |
| -    | 2010年7月24日  | 君の夢を見よう            | リスアニ！vol.2 付録のオリジナル楽曲のショートver                              |

## 国内公演
ライブスタイルとしてはただ歌うだけではなく、童話チックなストーリーと共に進行することが多い。例えば「ClariS 1st HALL CONCERT in パシフィコ横浜国立大ホール 〜星に願いを… 月に祈りを…〜」では”人魚姫”、「ClariS 1st 武道館コンサート 〜2つの仮面と失われた太陽〜」は”太陽が消えた世界”などの世界観を展開する。
素顔を公開していなかった時期はベールや仮面を付けてパフォーマンスを行っていた。2020年10月20日の配信ライブ『ClariS 10th Anniversary Precious LIVE 〜Gift〜』にて素顔をメディアに公開し、以降は素顔にてパフォーマンスを行っている。
また、多くのライブには”執事のKUMA”こと熊谷拓明（劇作家・振付師）がMCやダンサーとして参加し、観客を盛り上げる。
| 年月日                                                     | タイトル                                                                                      | 会場                                            |
| ---------------------------------------------------------- | --------------------------------------------------------------------------------------------- | ----------------------------------------------- |
| 単独公演                                                   |                                                                                               |                                                 |
| 2014年1月5日                                               | ClariS presents 「2014 New Year's Festival 〜始まりの予感…〜」                                | Zepp Tokyo（東京都）                            |
| 2015年7月31日                                              | ClariS 1st Live 〜扉の先へ〜                                                                  | Zepp Tokyo（東京都）                            |
| 2016年3月6日                                               | ClariS 1st Tour 〜夢の1ページ…〜                                                              | Zepp Nagoya（愛知県）                           |
| 2016年3月12日                                              | ClariS 1st Tour 〜夢の1ページ…〜                                                              | Zepp Namba（大阪府）                            |
| 2016年3月19日・20日                                        | ClariS 1st Tour 〜夢の1ページ…〜                                                              | Zepp Tokyo（東京都）                            |
| 2016年9月17日・18日                                        | ClariS 1st HALL CONCERT in パシフィコ横浜国立大ホール 〜星に願いを… 月に祈りを…〜             | パシフィコ横浜国立大ホール（神奈川県）          |
| 2017年2月10日                                              | ClariS 1st 武道館コンサート 〜2つの仮面と失われた太陽〜                                       | 日本武道館（東京都）                            |
| 2017年9月16日                                              | ClariS 2nd HALL CONCERT in パシフィコ横浜国立大ホール 〜さよならの先へ...はじまりのメロディ〜 | パシフィコ横浜国立大ホール（神奈川県）          |
| 2018年3月29日・30日                                        | ClariS 3rd HALL CONCERT in 舞浜アンフィシアター ♪over the rainbow 〜虹の彼方に〜♬             | 舞浜アンフィシアター（千葉県）                  |
| 2018年4月29日                                              | ClariS 2nd Zepp Tour in 東名阪 〜Best of ClariS〜                                             | Zepp Osaka Bayside（大阪府）                    |
| 2018年4月30日                                              | ClariS 2nd Zepp Tour in 東名阪 〜Best of ClariS〜                                             | Zepp Nagoya（愛知県）                           |
| 2018年5月2日・3日                                          | ClariS 2nd Zepp Tour in 東名阪 〜Best of ClariS〜                                             | Zepp Tokyo（東京都）                            |
| 2019年3月2日                                               | ClariS 1st HALL CONCERT TOUR 〜Fairy Party〜                                                  | 三郷市文化会館大ホール（埼玉県）                |
| 2019年3月8日・9日                                          | ClariS 1st HALL CONCERT TOUR 〜Fairy Party〜                                                  | 昭和女子大学人見記念講堂（東京都）              |
| 2019年3月17日                                              | ClariS 1st HALL CONCERT TOUR 〜Fairy Party〜                                                  | NHK大阪ホール（大阪府）                         |
| 2019年4月5日                                               | ClariS 1st HALL CONCERT TOUR 〜Fairy Party〜                                                  | 中野サンプラザ（東京都）                        |
| 2019年9月28日                                              | ClariS LIVE Tour 2019 〜libero〜                                                              | 仙台PIT（宮城県）                               |
| 2019年10月5日                                              | ClariS LIVE Tour 2019 〜libero〜                                                              | Zepp Nagoya（愛知県）                           |
| 2019年10月6日                                              | ClariS LIVE Tour 2019 〜libero〜                                                              | Zepp Namba（大阪府）                            |
| 2019年10月11日                                             | ClariS LIVE Tour 2019 〜libero〜                                                              | Zepp Tokyo（東京都）                            |
| 2019年10月12日 →2019年10月22日 (台風の影響により 日程変更) | ClariS LIVE Tour 2019 〜libero〜                                                              | Zepp Tokyo（東京都）                            |
| 2020年4月3日（中止）                                       | ClariS Live Tour 2020 〜ROCK！LINK！BEAT！〜                                                  | Zepp Nagoya（愛知県）                           |
| 2020年4月4日（中止）                                       | ClariS Live Tour 2020 〜ROCK！LINK！BEAT！〜                                                  | なんばHatch（大阪府）                           |
| 2020年4月18・19日（中止）                                  | ClariS Live Tour 2020 〜ROCK！LINK！BEAT！〜                                                  | 豊洲PIT（東京都）                               |
| 2020年4月26日（中止）                                      | ClariS Live Tour 2020 〜ROCK！LINK！BEAT！〜                                                  | KT Zepp Yokohama（神奈川県）                    |
| 2022年8月11日                                              | ClariS HALL CONCERT 2022 〜Twinkle Summer Dreams〜                                            | LINE CUBE SHIBUYA（東京都）                     |
| 2022年8月13日                                              | ClariS HALL CONCERT 2022 〜Twinkle Summer Dreams〜                                            | 神奈川県民ホール （神奈川県）                   |
| 2022年12月16日・17日                                       | ClariS HALL CONCERT 2022 WINTER 〜 Let's Snow Parade ! 〜                                     | TOKYO DOME CITY HALL(東京都）                   |
| 2023年5月6日                                               | ClariS Spring LIVE 2023 ～Neo Sparkle～                                                       | Zepp Haneda（東京都）                           |
| 2023年5月7日                                               | ClariS Spring LIVE 2023 ～Neo Sparkle～                                                       | Zepp Haneda（東京都）                           |
| 2023年11月24・25日                                         | ClariS Autumn Live 2023 ～Arcanum～                                                           | Zepp DiverCity（東京都）                        |
| 2024年5月25日                                              | ClariS SPRING TOUR 2024 ～Tinctura～                                                          | Zepp Osaka Bayside（大阪府）                    |
| 2024年5月26日                                              | ClariS SPRING TOUR 2024 ～Tinctura～                                                          | 広島クラブクアトロ（広島県）                    |
| 2024年6月1日・2日                                          | ClariS SPRING TOUR 2024 ～Tinctura～                                                          | TOKYO DOME CITY HALL(東京都）                   |
| 2024年10月26日                                             | ClariS Autumn Tour 2024 ～Via Fortuna～                                                       | LINE CUBE SHIBUYA（東京都）                     |
| 2024年11月2・3日                                           | ClariS Autumn Tour 2024 ～Via Fortuna～                                                       | カルッツかわさき（神奈川県）                    |
| 2024年11月10日                                             | ClariS Autumn Tour 2024 ～Via Fortuna～                                                       | Zepp Namba（大阪府）                            |
| 配信ライブ                                                 |                                                                                               |                                                 |
| 2020年10月20日                                             | ClariS 10th Anniversary Precious LIVE 〜 Gift 〜                                              | neo bridge (ネオブリッジ)                       |
| 2020年12月24日                                             | Merry ClarismaS 〜ひみつのサンタクロース〜                                                    | neo bridge (ネオブリッジ)                       |
| その他のClariS参加イベント                                 |                                                                                               |                                                 |
| 2015年1月25日                                              | リスアニ！LIVE-5 "SUNDAY STAGE"                                                               | 日本武道館（東京都）                            |
| 2017年5月27日・28日                                        | SME MUSIC THEATER 2017                                                                        | さいたまスーパーアリーナ（埼玉県）              |
| 2017年8月25日                                              | Animelo Summer Live 2017 -THE CARD-                                                           | さいたまスーパーアリーナ（埼玉県）              |
| 2017年11月12日                                             | エロマンガFes                                                                                 | 舞浜アンフィシアター（千葉県）                  |
| 2017年11月23日                                             | ANIMAX MUSIX 2017 YOKOHAMA                                                                    | 横浜アリーナ（神奈川県）                        |
| 2018年1月27日                                              | リスアニ！LIVE 2018 "SATURDAY STAGE"                                                          | 日本武道館（東京都）                            |
| 2018年11月18日                                             | はたらく祭典                                                                                  | 舞浜アンフィシアター（千葉県）                  |
| 2019年5月18日・19日                                        | SACRA MUSIC FES.2019-NEW GENERATION-                                                          | 幕張メッセ イベントホール（千葉県）             |
| 2019年9月1日                                               | Animelo Summer Live 2019 -STORY-                                                              | さいたまスーパーアリーナ（埼玉県）              |
| 2019年9月8日                                               | Magia Day 2019                                                                                | TOKYO DOME CITY HALL（東京都）                  |
| 2020年2月9日                                               | リスアニ！LIVE 2020 "SUNDAY STAGE"                                                            | 幕張メッセ イベントホール（千葉県）             |
| 2021年4月25日                                              | 「魔法少女まどか☆マギカ」Anniversary Stage                                                    | 調布市グリーンホール（東京都、ClariSはVTR出演） |
| 2021年7月4日                                               | Aniplex Online Fest 2021                                                                      | YouTube（オンライン）                           |
| 2022年2月12日                                              | オダイバ!! 超次元音楽祭 -ヨコハマからハッピーバレンタインフェス2022- DAY1                     | ぴあアリーナMM（神奈川県）                      |
| 2022年9月19日（中止）                                      | イナズマロックフェス 2022                                                                     | 滋賀県草津市烏丸半島芝生会場（滋賀県）          |
| 2022年11月26・27日                                         | SACRA MUSIC FES. 2022 -5th Anniversary-                                                       | 幕張メッセ イベントホール（千葉県）             |
| 2023年1月29日                                              | リスアニ！LIVE 2023 "SUNDAY STAGE"                                                            | 日本武道館（東京都）                            |
| 2023年2月11日                                              | 喫茶リコリコプレゼンツ アフターパーリィ！Tomorrow is another day.                             | すみだトリフォニーホール 大ホール（東京都）     |
| 2023年2月12日                                              | オダイバ!! 超次元音楽祭 -ヨコハマからハッピーバレンタインフェス2023-                          | ぴあアリーナMM（神奈川県）                      |
| 2023年8月2日                                               | Anime Connect!! ～World～                                                                     | 豊洲PIT（東京都）                               |
| 2023年8月26日                                              | Animelo Summer Live 2023 -AXEL-                                                               | さいたまスーパーアリーナ（埼玉県）              |
| 2023年10月7日（中止）                                      | Aichiアニソンフェス                                                                           | 愛・地球博記念公園 (愛知県）                    |
| 2023年10月21日                                             | みん芸フェスティバル                                                                          | 平城宮跡歴史公園 朱雀門前特設ステージ（奈良県） |
| 2023年11月2日                                              | ヴァイスシュヴァルツ15周年記念ライブ                                                          | 東京ガーデンシアター（東京都）                  |
| 2023年12月8日（中止）                                      | X-CON 2023                                                                                    | 幕張メッセ国際展示場9〜11ホール（千葉県）       |
| 2023年12月11日                                             | 夢と⾳楽祭                                                                                    | ヒューリックホール東京（東京都）                |
| 2024年1月7日                                               | ANIPLEX 20th Anniversary Event -THANX-                                                        | 東京ガーデンシアター（東京都）                  |
| 2024年2月24日                                              | オダイバ!!超次元音楽祭フユフェス                                                              | ぴあアリーナMM（神奈川県）                      |
| 2024年3月17日                                              | ユニバーサルカーニバル×サミーフェスティバル 2024                                              | 東京ビッグサイト（東京都）                      |
| 2024年8月25日                                              | 新潟県文化祭2024                                                                              | 三条市体育文化会館 マルチホール（新潟県）       |
| 2025年1月25日                                              | リスアニ！LIVE 2025 "SATURDAY STAGE"                                                          | 日本武道館（東京都）                            |
| 2025年2月23日                                              | オダイバ!! 超次元音楽祭 フユフェス2025                                                        | ぴあアリーナMM（神奈川県）                      |
| 2025年3月8日                                               | Lemino presents ULTRA ANIME FES 2025                                                          | ぴあアリーナMM（神奈川県）                      |
| 2025年4月5日                                               | CENTRAL MUSIC & ENTERTAINMENT FESTIVAL 2025 "VIVAL"                                           | KT Zepp Yokohama（神奈川県）                    |
| 2025年7月12日                                              | リスアニ！LIVE 2025 ナツヤスミ"SATURDAY STAGE"                                                | パシフィコ横浜国立大ホール（神奈川県）          |

## 海外公演
| 年月日              | タイトル             | 開催国       |
| ------------------- | -------------------- | ------------ |
| 2017年11月25日      | C3AFA Singapore 2017 | シンガポール |
| 2024年5月5日        | AFA Indonesia 2024   | インドネシア |
| 2024年7月18～21日   | Anime Friends 2024   | ブラジル     |
| 2024年8月2日～4日   | AnimagiC 2024        | ドイツ       |
| 2025年6月13日～15日 | Pyrkon               | ポーランド   |
| 2025年8月1日～3日   | AnimagiC 2025        | ドイツ       |
| 2025年8月8日～10日  | Animethon 2025       | カナダ       |

## イベント

### ファンクラブイベント
| 年月日                                           | 会場                                                                         | タイトル                                         |
| ------------------------------------------------ | ---------------------------------------------------------------------------- | ------------------------------------------------ |
| 2017年9月17日                                    | 横浜市市民文化会館関内ホール（神奈川県）                                     |                                                  |
| 2018年10月20日                                   | 昭和女子大学人見記念講堂（東京都）                                           |                                                  |
| 2019年10月13日 →2019年10月20日（台風による延期） | 有楽町よみうりホール（東京都） →江戸川区総合文化センター（会場変更、東京都） |                                                  |
| 2022年8月14日                                    | 神奈川県立県民ホール（神奈川県）                                             |                                                  |
| 2023年11月26日                                   | GARDEN新木場FACTORY（東京都）                                                |                                                  |
| 2024年5月31日                                    | TOKYO DOME CITY HALL（東京都）                                               | ClariS Room Party ~Rhythm~                       |
| 2024年10月27日                                   | 品川インターシティホール（東京都）                                           |                                                  |
| 2025年02月24日                                   | ニューピア竹芝ノースタワー（東京都）                                         | ClariS Room Event 〜 I’m happy to meet you ⋯♡ 〜 |

| 年月日         | タイトル                                                |
| -------------- | ------------------------------------------------------- |
| 2021年5月22日  | ONLINE ClariS Room Party 〜笑顔＋一緒なら…〜            |
| 2021年10月30日 | ONLINE ClariS Room Festa! ～終わらないこのメロディー♪～ |

### リリースイベント
| リリースシングル | 開催日        | 開催場所                                       | 備考 |
| ---------------- | ------------- | ---------------------------------------------- | --- |
| 淋しい熱帯魚     | 2023年6月24日 | あべのキューズモール3F スカイコート            | 無料参加可能イベント。各日2回公演。会場にて販売されるCDの購入者は「優先観覧エリア入場券」を入手でき、ステージ前方にて観覧することができた。また、CD1枚ごとに「特典会参加券」が入手でき、ミニライブ終了後のお見送り会と特典お渡し会に参加することできた。 |
| 淋しい熱帯魚     | 2023年6月25日 | アスナル金山 明日なる！広場                    | 無料参加可能イベント。各日2回公演。会場にて販売されるCDの購入者は「優先観覧エリア入場券」を入手でき、ステージ前方にて観覧することができた。また、CD1枚ごとに「特典会参加券」が入手でき、ミニライブ終了後のお見送り会と特典お渡し会に参加することできた。 |
| 淋しい熱帯魚     | 2023年7月1日  | ダイバーシティ東京 プラザ 2Fフェスティバル広場 | 無料参加可能イベント。各日2回公演。会場にて販売されるCDの購入者は「優先観覧エリア入場券」を入手でき、ステージ前方にて観覧することができた。また、CD1枚ごとに「特典会参加券」が入手でき、ミニライブ終了後のお見送り会と特典お渡し会に参加することできた。 |

## 出演
| 放送日         | 放送局                       | 番組名                                                           | 歌唱曲                     | 備考                                            |
| -------------- | ---------------------------- | ---------------------------------------------------------------- | -------------------------- | ----------------------------------------------- |
| 2020年1月3日   | フジテレビ                   | オダイバ!!超次元音楽祭                                           | 『コネクト』               |                                                 |
| 2020年3月8日   | NHK BS                       | アニソン!プレミアム!                                             | 『ヒトリゴト』『アリシア』 |                                                 |
| 2022年2月14日  | NHK Eテレ                    | 沼にハマってきいてみた「耳からハッピー!バレンタインアニソンSP-」 | 『コネクト』『ヒトリゴト』 |                                                 |
| 2022年9月25日  | フジテレビTWO ドラマ・アニメ | ClariS「新章」                                                   |                            | クララとカレンにフィーチャーした特別番組        |
| 2022年10月2日  | フジテレビ                   | オダイバ!!超次元音楽祭〜有観客ライブ復活SP〜                     | 『ALIVE』                  |                                                 |
| 2022年11月12日 | NHK ワールドJAPAN            | SONGS OF TOKYO Festival 2022                                     | 『コネクト』『ALIVE』      |                                                 |
| 2022年12月3日  | フジテレビ                   | MUSIC FAIR                                                       | 『White Love』             |                                                 |
| 2022年12月31日 | TBS                          | CDTVライブ!ライブ!年越しスペシャル!2022→2023                     | 『ALIVE』                  |                                                 |
| 2023年4月28日  | BS11                         | Anison Days                                                      | 『コネクト』『ALIVE』      |                                                 |
| 2023年6月3日   | フジテレビ                   | MUSIC FAIR                                                       | 『淋しい熱帯魚』           |                                                 |
| 2023年7月25日  | NHK 総合                     | うたコン                                                         | 『淋しい熱帯魚』           |                                                 |
| 2023年11月13日 | テレビ東京                   | プレミアMelodiX!                                                 | 『ふぉりら』               |                                                 |
| 2023年12月6日  | フジテレビ                   | 2023 FNS歌謡祭 第1夜                                             | 『淋しい熱帯魚』           |                                                 |
| 2024年2月8日   | BS-TBS                       | 昭和歌謡ベストテンDX                                             | 『淋しい熱帯魚』           |                                                 |
| 2024年5月10日  | BS11                         | Anison Days                                                      | 『アンダンテ』『タッチ』   |                                                 |
| 2024年5月27日  | テレビ東京                   | プレミアMelodiX!                                                 | 『アンダンテ』             |                                                 |
| 2024年6月22日  | フジテレビ                   | MUSIC FAIR                                                       | 『アンダンテ』             |                                                 |
| 2024年8月8日   | BS-TBS                       | MUSIC X                                                          | 『淋しい熱帯魚』           |                                                 |
| 2024年10月12日 | フジテレビ                   | MUSIC FAIR                                                       | 『木枯しに抱かれて』       |                                                 |
| 2025年4月15日  | フジテレビTWO ドラマ・アニメ | ClariS新章2                                                      |                            | ClariS第3章のスタートにフィーチャーした特別番組 |

## 書籍
| 発売日        | タイトル                                                   | 規格品番               | 発売元                                   |
| ------------- | ---------------------------------------------------------- | ---------------------- | ---------------------------------------- |
| 2012年9月14日 | ClariS コレクション                                        | ISBN 978-4-7897-3542-1 | エムオン・エンタテインメント             |
| 2017年9月1日  | ClariS 1st 写真集 「illusion 〜ひかりに包まれて〜」        | ISBN 978-4-7897-3680-0 | エムオン・エンタテインメント             |
| 2020年9月10日 | ClariS 10th Anniversary 1st Live Photo Book「-Starting-」  |                        | ランタイムミュージックエンタテインメント |
| 2021年4月20日 | ClariS 10th Anniversary 2nd Live Photo Book 「-Changing-」 |                        | ランタイムミュージックエンタテインメント |
| 2022年4月6日  | ClariS Photo Book 「コネクト」                             |                        | ランタイムミュージックエンタテインメント |
| 2024年9月20日 | ClariS Live Photo Book「 - Hug memories - 」               |                        | ランタイムミュージックエンタテインメント |

## 受賞
- 2011年10月 ニュータイプアニメアワード
  - 主題歌賞:「コネクト」[298]
- 2019年3月1日 ソニー・ミュージックエンタテインメントアニメソング人気投票キャンペーン「平成アニソン大賞」
  - 作品賞（2010年 - 2019年）:「コネクト」[299]